# ۷ زرافه
۷ زرافه یک ستاره است که در صورت فلکی زرافه قرار دارد.